# Saint-Haon-le-Châtel
Saint-Haon-le-Châtel é uma comuna francesa na região administrativa de Auvérnia-Ródano-Alpes, no departamento de Loire. Estende-se por uma área de 0,8 km². Em 2010 a comuna tinha 649 habitantes (densidade: 811,3 hab./km²).